# سوباشی (سینجیک)
سوباشی (انگلیسی: Subaşı) (به ارمنی: Կոտան) یک منطقه مسکونی در ترکیه است که در استان آدیامان و در ناحیه سینجیک واقع شده‌است.